# St. Katharinen (Magdeburg)

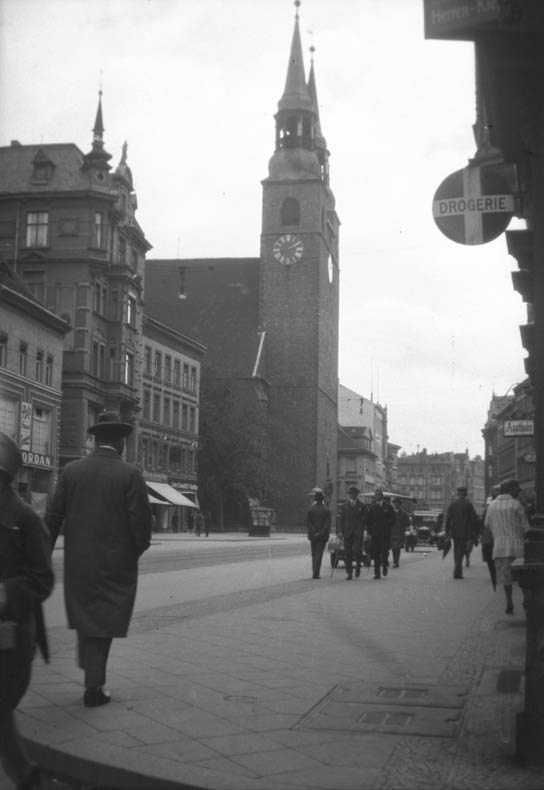
Die Kirche im Jahr 1927

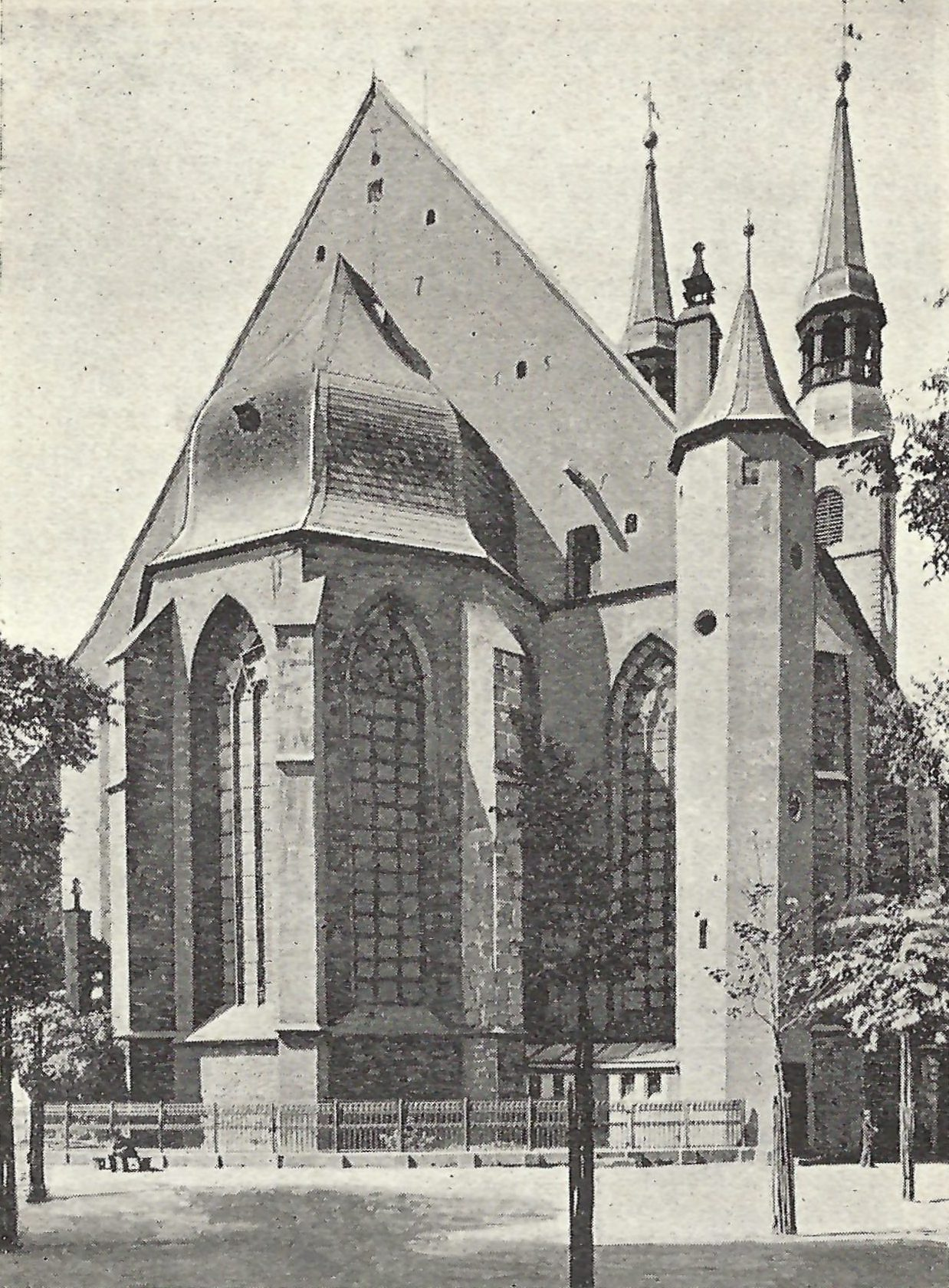
Blick auf den Chor, 1902 oder früher

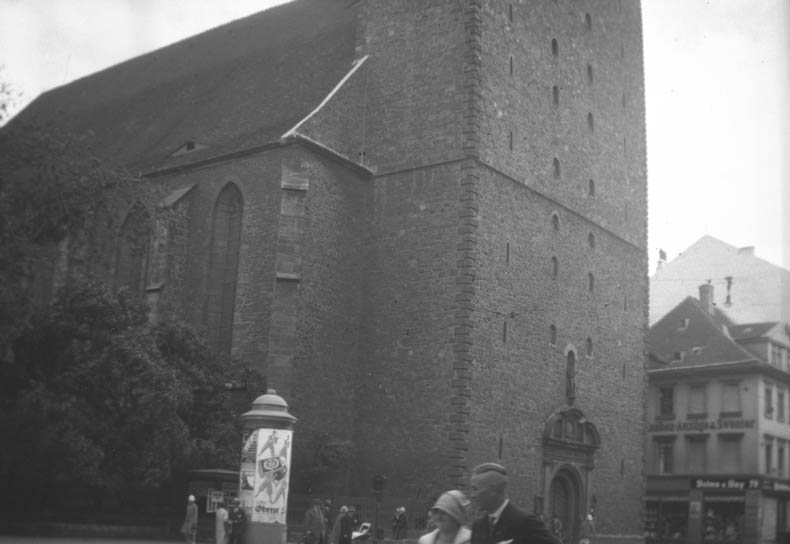
Westfassade, 1927

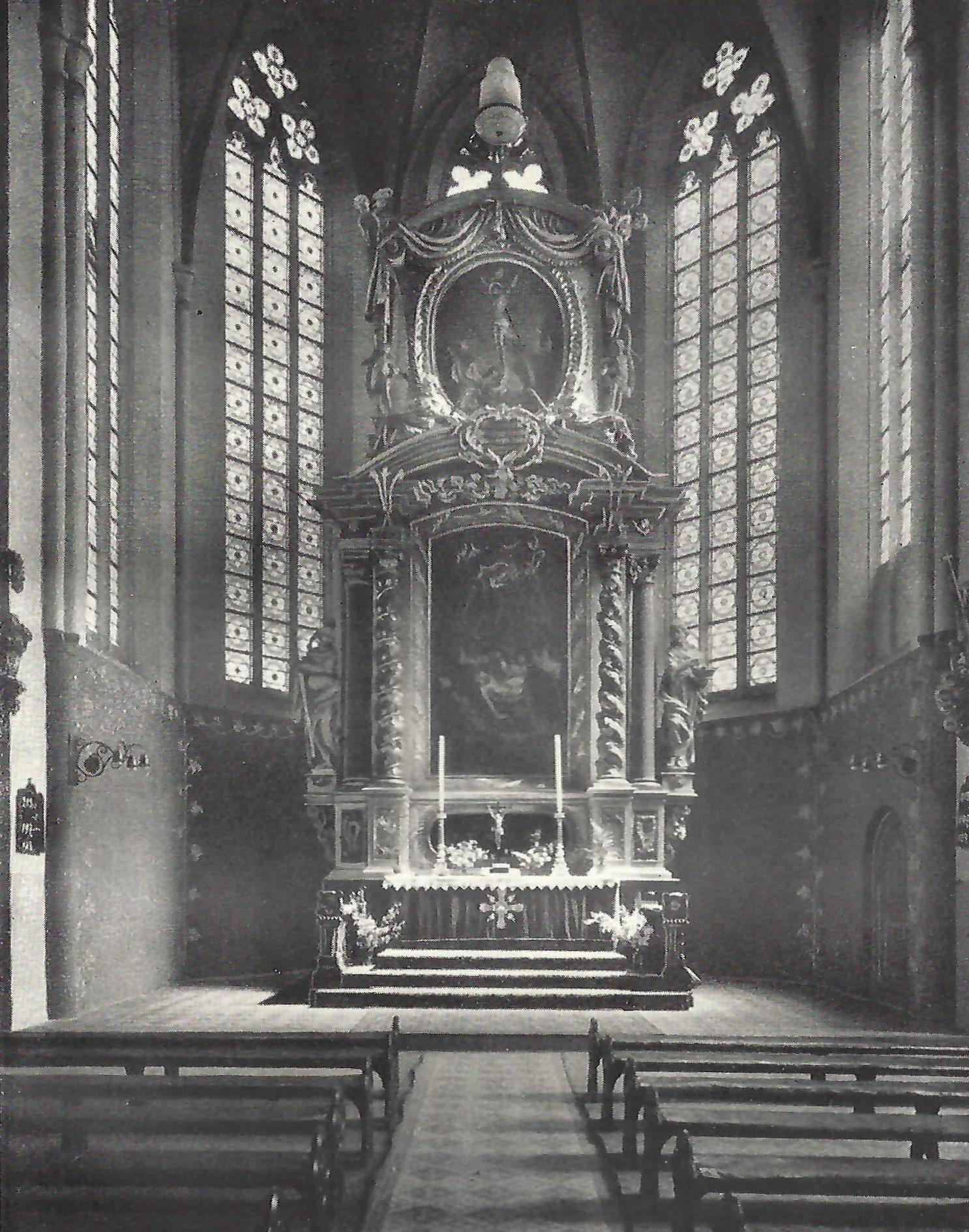
Altar

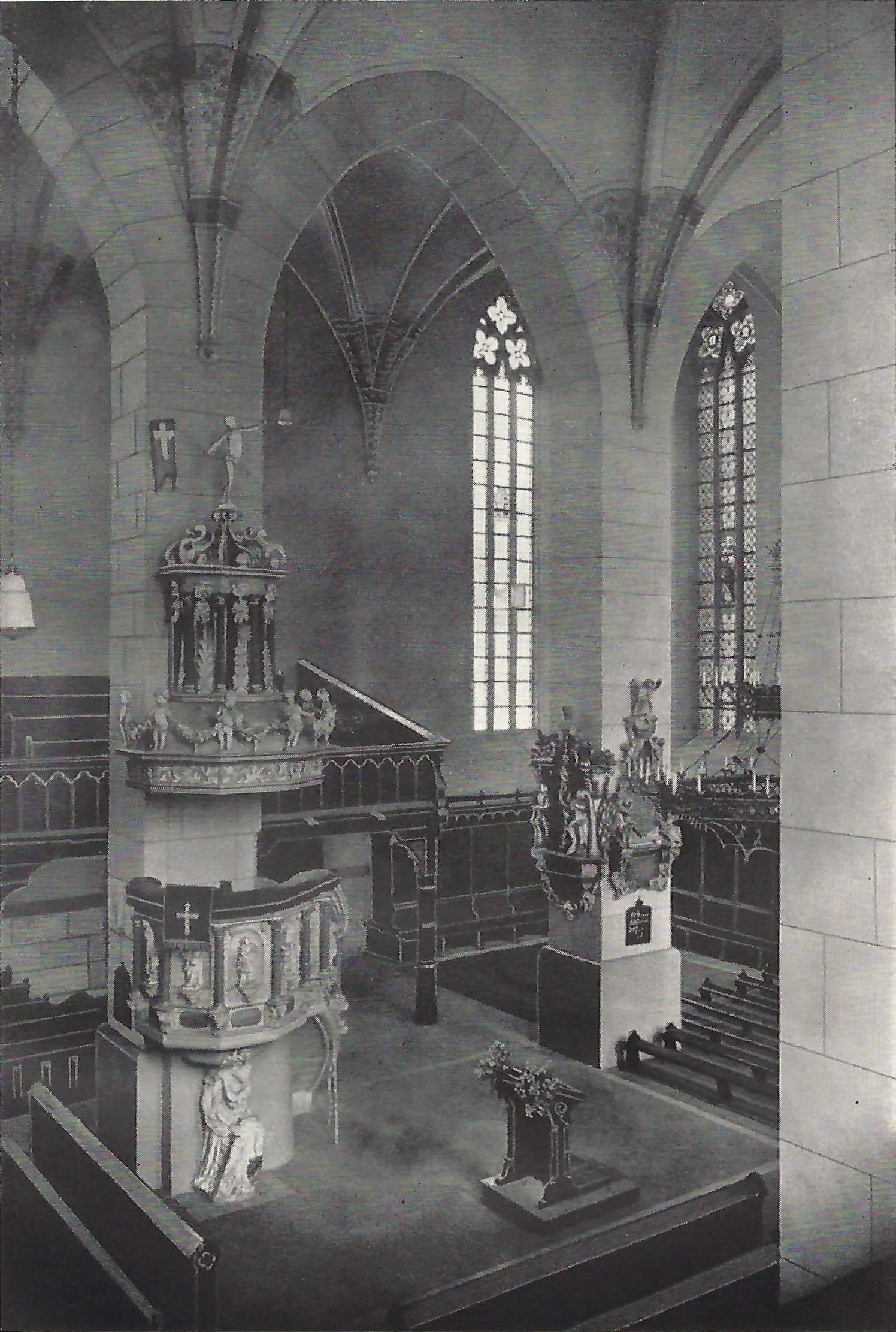
Kanzel

Die St.-Katharinen-Kirche war eine Kirche in der Magdeburger Altstadt. Sie war der Heiligen Katharina geweiht. Die Katharinenkirche brannte im Zweiten Weltkrieg 1944 aus und diente bei den schweren Luftangriffen im Januar 1945 vielen Magdeburgern und Flüchtlingen als Schutz. Die Ruine der 736 Jahre alten Kirche wurde zwischen 1964 und 1966 schließlich abgerissen.

## Geschichte

### Mittelalter
Der Grundstein zur Kirche wurde 1230 gelegt, wobei eine Anwesenheit des Erzbischofs Albrecht I. von Käfernburg möglich erscheint. Die Weihe zur Heiligen Katharina (to sunte Katerina) erfolgte, da der Erzbischof 1220 eine Fingerreliquie der Katharina von Alexandrien nach Magdeburg gebracht hatte. Geweiht wurde die Kirche wahrscheinlich von Erzbischof Burkhard I. von Woldenberg.
Im Jahr 1468 wurde das ursprüngliche Kirchenschiff abgerissen, um ein größeres zu errichten. Bedingt durch ein Gewitter geriet 1521 der nördliche Kirchturm in Brand. Es entstanden jedoch nur geringe Schäden.

### Reformation
1524 traten die Kirchengemeinde, der damalige Pfarrer Johann Ziegenhagen und der Kaplan Bode zum Protestantismus über.
Baulich gab es kleine Änderungen und Ergänzungen, indem 1593 eine Turmuhr und 1603 eine neue Kanzel eingebaut wurden.
Am Sonntag nach Ostern im Jahr 1613 kam es zu einem umfangreichen Stadtbrand, der auch die St.-Katharinen-Kirche schwer beschädigte. Unter anderem wurden die Glocken, das Uhrwerk und die Orgel zerstört. Zu weiteren Schäden kam es nach dem Brand durch Plünderungen. Als Verursacher des Brandes wurde ein städtischer Bürger namens Teufel ermittelt, der in der Peterstraße einen Wagen voll Stroh zu Bauzwecken ablud und dabei zu dicht an seinen Herd gelangte. Das Feuer griff schnell auf andere Häuser und ganze Straßenzüge über. Insgesamt wurden 212 Häuser zerstört.
Die Schäden an der Kirche wurden jedoch in kurzer Zeit beseitigt. Bereits im August 1613 hatte ein Glockengießer Borstelmann im Auftrage der Gemeinde eine neue Glocke gegossen. Im Jahr 1618 musste diese Glocke wegen eines Sprungs umgegossen werden. Ebenfalls 1613 entstand eine neue Orgel, die von Michael Praetorius wegen ihres Klangs in seinem Werk Syntagma musicum gelobt wurde.
Am 26. November 1630 stürzte bei einem schweren Sturm eine der Turmspitzen herunter, ohne jedoch die Kirche ansonsten zu schädigen.

### Dreißigjähriger Krieg
Bei der Erstürmung Magdeburgs durch kaiserliche Truppen unter Tilly am 10. Mai 1631 wurde auch die Katharinenkirche schwer beschädigt. In der Kirche gab es ein Massaker, bei dem 53 Menschen, überwiegend Frauen, durch die Truppen Tillys die Köpfe abgeschlagen wurden. Die Kirche fing Feuer. Türme und Kirchendach brachen ein. Auch die Orgel wurde vernichtet. Die große Glocke und die Signierglocke (Glocke, die Gottesdienste mit bestimmten Inhalten wie Abendmahl oder Taufe ankündigt) blieben als einzige der ganzen Altstadt, abgesehen vom intakten Geläut des Magdeburger Doms, erhalten.
1637 errichtete Hans Harnischwischer auf den Trümmern des nördlichen Turms einen Glockenstuhl, damit die Glocke wieder genutzt werden konnte. Am 16. Juni des Jahres übernahm der Ratsmann Pascha Thomas das Amt des Kirchenvaters, das er bis 1653 innehatte. Nach seinem Tod wurde ihm Veruntreuung von Geldern der Gemeinde nachgesagt. Nachfolger wurde Paul Lüderwald.
Am 1. Juni 1653 brach der notdürftig instand gesetzte Nordturm zusammen. Von der großen Glocke brach der Kronenbügel ab. Ein neues Notglockenhaus wurde erst am 18. März 1655 eingeweiht. Die große Glocke war vom Glockengießer Georg Schreiber repariert worden.
1656 stürzten die Reste des südlichen Turms ein.

### Wiederaufbau ab 1668
1668 begann der Wiederaufbau der Kirche. Ausgestattet mit Empfehlungsschreiben der Kurfürsten Friedrich Wilhelm von Brandenburg und des Administrators des Erzstiftes Magdeburg reisten Spendensammler durch Deutschland, aber auch durch die Niederlande, Schweden und die Schweiz. Die Baukosten sollten 6000 Taler betragen. Der neue Altar wurde 1676 von Joachim Balicke gestiftet und von dem Bildhauer Tobias Wilhelmi und dem Kunstmaler Fensterer gestaltet. 1679 wurde die Katharinenkirche vom Pfarrer der benachbarten Sankt-Johannis-Kirche Ernestus Bake geweiht. Erster Pfarrer nach dem Wiederaufbau wurde Nikolaus Müller.
1689 begann die Wiedererrichtung der Kirchturmspitzen. Ein 1691 gefasster Beschluss zur Einrichtung einer Türmerwohnung wurde nicht ausgeführt. 1692 entstand eine neue Kanzel. Am 1. August 1695 wurde der Turmknopf gesetzt und die Glocken aus dem Notglockenstuhl in den südlichen Kirchturm gebracht. Im selben Jahr erwarb die Gemeinde für 170 Taler die Orgel der Sankt-Johannis-Kirche, die 1705 von Orgelbaumeister Arp Schnitger für 260 Taler umgebaut wurde. Der Klang der Orgel stieß jedoch auch auf Kritik. 1701 wurde wieder eine Uhr im Kirchturm installiert. 1707 wurde schließlich der Kirchhof mit einer Mauer umgeben.
Zu einem größeren Skandal kam es 1714. Am 15. Januar hatte der Küster morgens die Kirche geöffnet, war dann jedoch in die beheizte Sakristei gegangen und hatte sich dort aufgewärmt. In dieser Zeit hatte ein Unbekannter die noch leere Kirche betreten und an die Stelle der Kanzel, an der sonst die Bibel lag, ein vom Pfarrer Wilhelm Smalian als „Ausgeburt der Bosheit“ bezeichnetes Buch gelegt. Pfarrer Wilhelm Smalian fand es beim Vormittagsgottesdienst und legte es zunächst während der Predigt zur Seite. Danach las er es und soll mit der Faust auf den Tisch geschlagen, aufgesprungen und aufgeregt herumgelaufen sein. Der Vorfall sprach sich herum und wurde in der Stadt diskutiert. Weder das kritisierte Buch noch dessen Autor sind bekannt, doch lassen drei danach verfasste Gegenschriften von Johann Heinrich Rießwick, D. Johann Wilhelm Petersen und dem Pfarrer der Ulrichskirche, S. I. Arnold, Rückschlüsse auf den Inhalt zu. So wird in den Erwiderungen darauf abgestellt, dass es einen wahren Gott gebe, Moses kein Betrüger sei und die Welt nicht ohne Prediger und Lehrer bestehen könne. Außerdem wird die Monogamie verteidigt.
1723 kam es in der Nachbarschaft zu einem Brand, der auf einen der Kirchtürme übergriff. 1728 wurde der Verleger des Magdeburgischen Gesangbuches Gottfried Behle (1653–1728) in der Kirche beigesetzt. Für ihn bestand zeitweise ein Epitaph.
Zumindest in der Zeit um 1750 war für die Kirche der Doppelname Sanct Catharina und Sanct Margaretha gebräuchlich.
Im Jahr 1798 lieferte Johann Wilhelm Grüneberg eine neue Orgel mit zwei Manualen und 28 Registern. Bereits 1755 verfolgte Pläne zum Neubau einer Orgel waren aus Kostengründen gescheitert.

### Französische Besatzung
In der Zeit der französischen Besatzung wurde die Kirche 1806 zunächst als Pferdestall und später (1811) als Warenlager genutzt. Am 9. Dezember 1812 bekam die katholische Kirche die Katharinenkirche zugesprochen. Die zweckfremde Nutzung dauerte jedoch an. Im September 1813 begann eine Nutzung als Rinderstall, worauf im Januar 1814 eine Viehseuche in der Kirche ausbrach.
Nach dem Abzug der französischen Truppen erhielt die evangelische Katharinengemeinde am 15. Mai 1816 auf Befehl Friedrich Wilhelms III. ihre Kirche zurück. 2276 Taler wurden zur Beseitigung der schlimmsten Schäden aufgewandt, wobei das Geld zum Teil vom preußischen Staat aufgebracht wurde.
Am 15. April 1817 erfolgte die Übergabe, am 20. April die evangelische Weihe der Kirche.

### Wirken Leberecht Uhlichs
Vom 1. Oktober 1845 bis zu seiner Suspendierung im September 1847 hatte Leberecht Uhlich das Amt des Pastors inne. Seine legendären Predigten zogen dermaßen viele Besucher an, dass die Menschen zum Teil noch auf der Straße vor der Kirche stehen mussten.

### Ende 19./Anfang 20. Jahrhundert

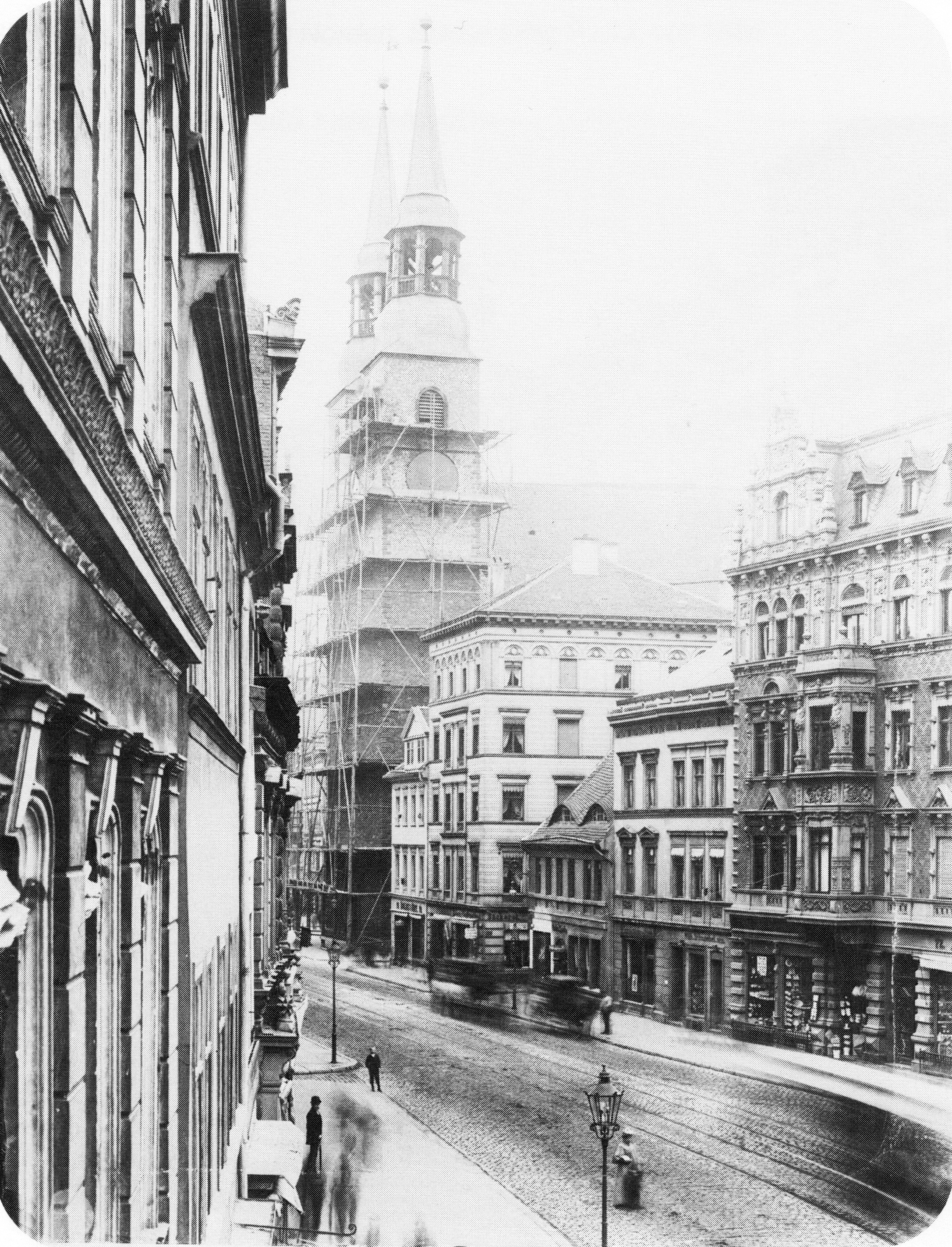
Eingerüstete Katharinenkirche

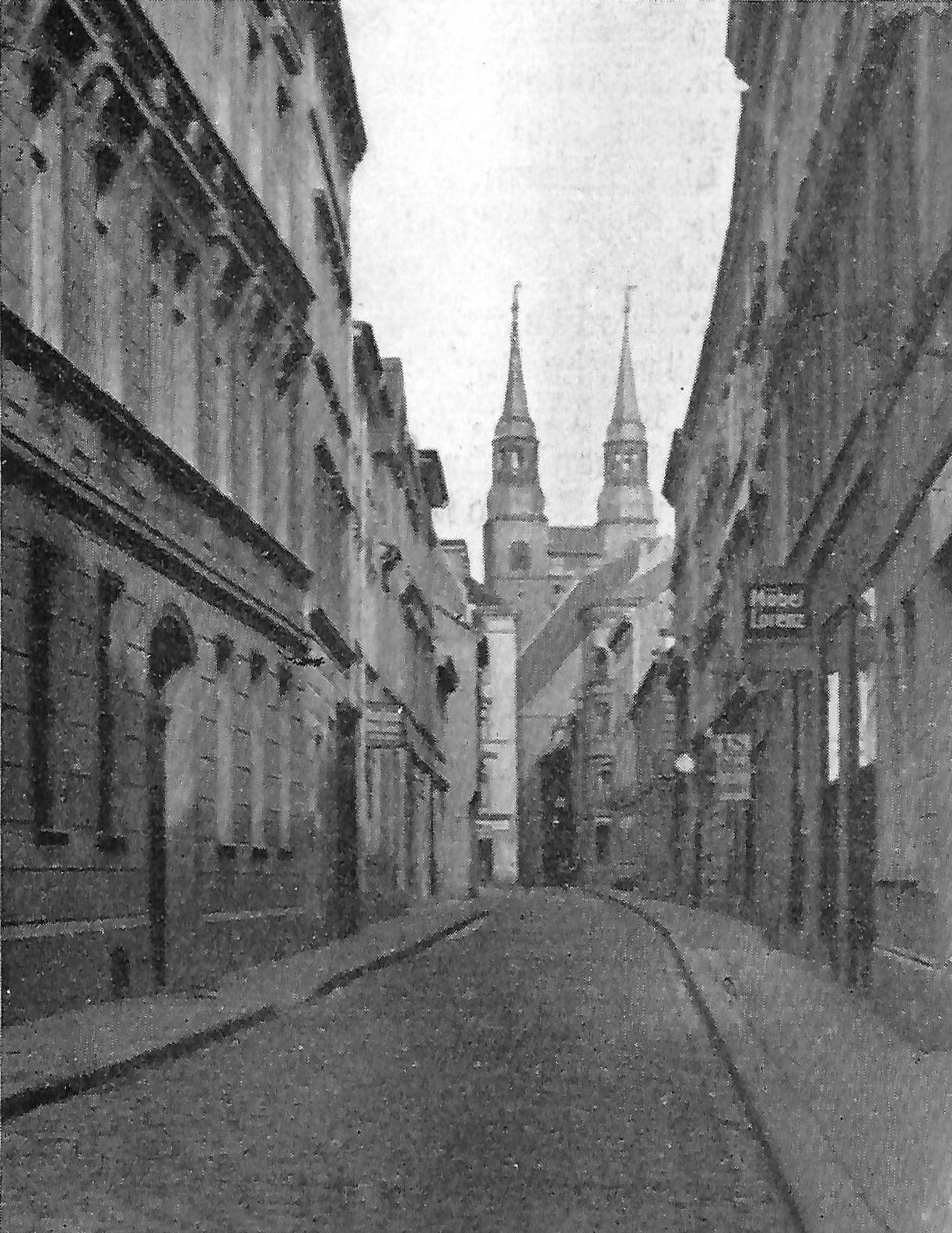
Blick von Osten durch die Peterstraße auf die Katharinenkirche in den 1920er Jahren

In den 1870er Jahren gab es umfangreiche Instandsetzungsarbeiten. So wurde das Bildnis der heiligen Katharina 1873 über dem Portal ausgetauscht. 1876 wurden große Teile der Inneneinrichtung und der Fußboden erneuert. Mit einer Gasleitung für die Beleuchtung wurde die Möglichkeit von Gottesdiensten in den Abendstunden geschaffen.
1880 installierte Orgelbauer Emil Reubke eine neue Orgel, die drei Manuale und 48 Register hatte. Die alte Orgel von Johann Wilhelm Grüneberg 1798 wurde 1882 an die Gemeinde der Dorfkirche Friedrichsbrunn veräußert. 1904 und nochmals 1936 wurde die Orgel von Furtwängler & Hammer umgebaut.
1890 folgte der Einbau einer Heizungsanlage.
Während des Ersten Weltkrieges musste die Kirche drei ihrer Bronzeglocken für Rüstungszwecke abgeben. Es wurde daher nur noch die große Glocke von 1613 geläutet.
1925 erfolgte eine Umstellung auf elektrische Beleuchtung. 1927 wurden zwei neu gegossene Glocken geweiht.

### Zweiter Weltkrieg
Bei einem Bombenangriff während des Zweiten Weltkrieges brannte die Katharinenkirche am 28. September 1944 aus. In die Ruine der Kirche retteten sich beim schwersten Luftangriff auf Magdeburg am 16. Januar 1945 viele Menschen und entkamen so dem Brand in der Innenstadt.

### Abriss in der DDR

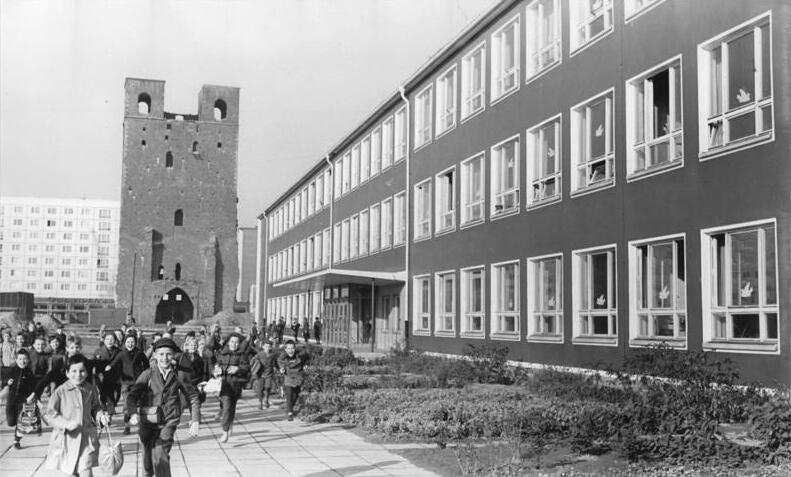
Die verbliebenen Türme im Jahr 1964

Von 1961 bis 1963 fanden im Rahmen der Aktion Sühnezeichen Aufräumarbeiten statt. In der DDR war jedoch beabsichtigt, den nördlichen Abschnitt des Breiten Wegs als sozialistisch geprägtes Stadtzentrum aufzubauen. Die in diesem Bereich befindlichen Kirchen wurden deshalb von den Planern als störend empfunden. Zunächst war zwar die Einbeziehung der Kirche in das neue Stadtbild geplant. Am 5. Februar 1964 wurde jedoch der Abriss des Kirchenschiffes beschlossen. Nach hitzig geführten Debatten wurde entschieden, dass zumindest die Türme stehen bleiben könnten. Das Kirchenschiff wurde am 24. März 1964 gesprengt und im Juli 1965 auch der Abriss der Türme angeordnet. 1966 wurden die Kirchtürme abgerissen. Nach 736 Jahren endete damit die Geschichte der Katharinenkirche.

### Heutige Bebauung

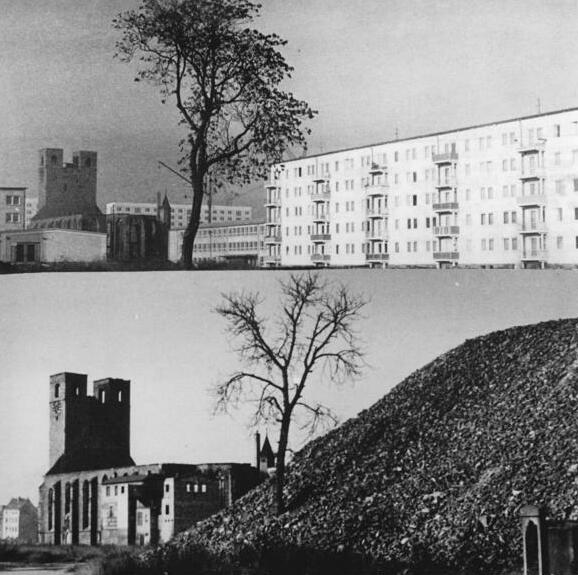
Neue Bebauung um die Kirche im Vergleich

Am früheren Standort der Kirche wurde in der Zeit der DDR das Haus der Lehrer errichtet, das nach Umbaumaßnahmen nun den Namen Katharinenturm trägt. Heute erinnert am ehemaligen Standort ein Bronzemodell an die St.-Katharinen-Kirche.
Am 6. Juli 2016 begann der Wiederaufbau des Katharinenportals, des ehemaligen Westportals der Kirche. Dazu wurde das vor dem endgültigen Abriss der Kirche im Jahr 1966 gesicherte Portal an einer neu konstruierten Betonstützwand angebracht. Am 9. August 2016 wurden die ursprünglichen Steine zusammengefügt und am 15. September war die Front fertiggestellt. In einer großen Festveranstaltung am 29. Oktober 2016 wurde das Portal mit Enthüllung der Statue der heiligen Katharina der Bevölkerung übergeben. Rund 300 Bürgerinnen und Bürger nahmen an der Feier teil. Bei Nacht ist das Portal seitdem beleuchtet. Es dient dem Erinnern an ein vergangenes Stück Magdeburger Geschichte.